# Władysław Bine
Władysław Bine (ur. 1844, zm. ?) – podporucznik, weteran powstania styczniowego.
Po odzyskaniu niepodległości mieszkał we Aleksandrowie.
W 1930 roku został odznaczony Krzyżem Niepodległości z Mieczami.